# Clacks Canyon
Clacks Canyon es un lugar designado por el censo ubicado en el condado de Mohave en el estado estadounidense de Arizona. En el Censo de 2010 tenía una población de 173 habitantes y una densidad poblacional de 20,11 personas por km².

## Geografía
Clacks Canyon se encuentra ubicado en las coordenadas 35°13′13″N 114°4′20″O / 35.22028, -114.07222. Según la Oficina del Censo de los Estados Unidos, Clacks Canyon tiene una superficie total de 8.6 km², de la cual 8.6 km² corresponden a tierra firme y (0%) 0 km² es agua.

## Demografía
Según el censo de 2010, había 173 personas residiendo en Clacks Canyon. La densidad de población era de 20,11 hab./km². De los 173 habitantes, Clacks Canyon estaba compuesto por el 94.22% blancos, el 0% eran afroamericanos, el 0% eran amerindios, el 0.58% eran asiáticos, el 0% eran isleños del Pacífico, el 3.47% eran de otras razas y el 1.73% pertenecían a dos o más razas. Del total de la población el 3.47% eran hispanos o latinos de cualquier raza.